# Павласов чот
Павласов чот је један од три највиша врха (чота) на Фрушкој гори, који се налази на надморској висини од 531 метра. Име је добио по Игњату Павласу, оснивачу првог планинарског друштва у Војводини.
Честа је тачка у планинарским рутама и место окупљања планинара. Означен је малим спомеником у облику пирамиде, подигнутом у питомој шуми недалеко од стазе, који одаје почаст човеку чије име носи. Сваког јануара, у време одржавања помена жртвама рације у Новом Саду, организује се Павласов меморијал, који укључује шетњу по Фрушкој гори до Чота.
Налази се у близини познатијег Црвеног чота, потребно је само спустити се са Партизанског пута.